# Griechische Eishockeyliga 2012/13
Die Saison 2012/2013 war die elfte Spielzeit der griechischen Eishockeyliga, der höchsten griechischen Eishockeyspielklasse. Meister wurde zum insgesamt siebten Mal in der Vereinsgeschichte Iptameni Pagodromoi Athen. Die Meisterschaft begann im Dezember 2012 und endete im April 2013.

## Modus
Die Teilnehmer wurden zunächst in eine Nord- und eine Südgruppe unterteilt. In der Hauptrunde absolvierte jede der Mannschaften jeweils ein Heim- und Auswärtsspiel gegen jeden Gruppengegner. Der Erst- und Zweitplatzierte jeder Gruppe qualifizierte sich für die anschließenden Play-offs. Für einen Sieg erhielt jede Mannschaft drei Punkte, bei einem Sieg nach Verlängerung (OTS) gab es zwei Punkte, bei einer Niederlage nach Verlängerung (OTN) einen Punkt und bei einer Niederlage null Punkte.

## Hauptrunde

### Nordgruppe
| Pl. |                  | Sp | S | OTS | OTN | N | Tore   | Punkte |
| 1.  | PAOK Saloniki    | 7  | 6 | 1   | 0   | 0 | 148:20 | 20     |
| 2.  | Aris Saloniki    | 6  | 5 | 0   | 1   | 0 | 107:16 | 16     |
| 3.  | Iraklis Saloniki | 8  | 4 | 0   | 0   | 4 | 57:84  | 12     |
| 4.  | Huskies          | 8  | 2 | 0   | 0   | 6 | 36:124 | 6      |
| 5.  | Panserraikos HC  | 8  | 0 | 0   | 0   | 8 | 34:137 | 0      |

### Südgruppe
| Pl. |                           | Sp | S  | OTS | OTN | N  | Tore   | Punkte |
| 1.  | Iptameni Pagodromoi Athen | 10 | 10 | 0   | 0   | 0  | 128:13 | 30     |
| 2.  | Albatros Athen            | 10 | 8  | 0   | 0   | 2  | 98:37  | 24     |
| 3.  | Avantes Athen             | 10 | 5  | 0   | 0   | 5  | 46:54  | 15     |
| 4.  | Mad Kows HC Athen         | 10 | 4  | 0   | 0   | 6  | 50:48  | 12     |
| 5.  | Tarandos Athen            | 10 | 3  | 0   | 0   | 7  | 57:84  | 9      |
| 6.  | Warriors Athen            | 10 | 0  | 0   | 0   | 10 | 20:164 | 0      |

## Play-offs
Nachdem die beiden Playoff-Teilnehmer der Nordgruppe ihre Teilnahme am Playoff-Halbfinale, das in Athen ausgetragen werden sollte, aus finanziellen Gründen abgesagt hatten, entschied der griechische Eishockeyverband die Play-offs nicht auszutragen. Anschließend wurde das punktbeste Team der Hauptrunde, Iptameni Pagodromoi Athen, zum griechischen Meister ernannt.